# 布拉德·戴維斯 (足球運動員)
布拉德·戴維斯（英語：Brad Davis；1981年11月8日—）是一位美國的退役足球運動員，在場上的位置是左側鋒。他曾經效力於北美職業足球大聯盟聖荷西地震、肯薩斯體育會、休士頓迪納摩等球隊。除了參加俱樂部的賽事之外，戴維斯也是美國國家足球隊的一員並且參加了2014年世界杯的賽事。在美國對德國的小組賽中，他代表美國首發出場
。